# Ludovic de Lotharingia Inferioară
Ludovic (n. cca. 980 – d. după 1012) a fost cel de al doilea fiu al ducelui Carol de Lorena din a doua căsătorie a acestuia, cu Adelaida, fiica unui vasal de joasă speță al lui Hugo Capet.
Spre deosebire de fratele său mai mare, Otto, care a moștenit ducatul tatălui lor de Lotharingia Inferioară, Ludovic l-a înspțit pe tatăl său în Franța, unde Carol lupta pentru obținerea tronului împotriva regelui Hugo Capet. Împreună cu tatăl său, Ludovic a fost capturat, ca urmare a perfidiei episcopului Adalberon de Laon, de către Hugo la Orléans în 991, pe când Ludovic era doar un copil. Tatăl său a murit în închisoare în 993, însă Ludovic a fost eliberat. Ferdinand Lot a afirmat că viața lui Ludovic după 995] este complet necunoscută, însă cercetări mai recente aduc puțină lumină asupra sa.
Guillaume al IV-lea de Aquitania a fost cel care i-a oferit adăpost lui Ludovic, între 1005 și 1012. Acesta i-a oferit palatul din Poitiers și l-a tratat ca personaj regal, considerându-l ca adevăratul moștenitor al tronului Franței. Ludovic chiar a subscris o chartă emisă de Guillaume, ca Lodoici filii Karoli regis. Tânărul Ludovic a fost luat de val, fiind în cele din urmă folosit de către arhiepiscopul Robert al II-lea de Rouen, care complota împotriva Capețienilor. Ludovic a fost din nou pus în închisoare, de această dată definitiv, la Sens, unde a și murit.